# Конела (село)
Коне́ла — село в Україні, у Жашківській міській громаді Уманського району Черкаської області. Розташоване на лівому березі річки Конела за 20 км на південь від міста Жашків та за 6,5 км від автошляху М05. Населення становить 651 особа.

## Історія

Церква святих Петра і Павла. 1900-ті

Село відоме з писемних джерел за 1629 рік. Засноване була імовірно тогочасним власником цих земель, краківським каштеляном, князем Юрієм Збаразьким. За здогадом польського історика Олександра Яблоновського Конела начебто виникла на місці літописної Кунилі (здогадного «города» чорних клобуків), відомої під 1150 роком. Кілька дослідників XIX-ХХ ст. прив'язували Кунилю із околицями сучасної Конели (останній — Леонід Махновець). Втім, за браком археологічних доказів, впевнено твердити про це поки що важко.
На жаль, неперевірена інформація, запроваджена в обіг місцевими краєзнавцями, що нібито Конела «свого часу» «мало назву Канави (навколо фортеці була річка і викопані глибокі рови — канави)» була лише народним переказом, є недостовірною та неісторичною (про таке поселення немає жодного достовірного свідчення). Хоча, з іншого боку, наявність за литовської доби в цій місцевості важливої транспортної артерії, котра пов'язувала Черкаси, Звинигород та Браслав, доволі ймовірна.
Назва Конелої походить від назви однойменної старовинної річки (суч. Конелка), вперше згаданої під 1391 роком. Своєю чергою, етимологія останньої достеменно невідома.
Здогадно у XVI столітті поріччя Конели, як уходницька округа, належало до володінь браславських зем'ян Звинигородців.
Конела, як стале поселення, виникла на межі з буцько-маньківськими володіннями Струсів-Калиновських і вочевидь мала контролювати цю околицю володінь Ю. Збаразького та їхні межі. Після смерті Збаразьких, що не залишили нащадків, Конела перебувала у спільному володінні князів Дмитра, Юрія та Костянтина Вишневецьких, неповнолітніх племінників Яреми Вишневецького. У містечку був свій замочок, головним в'їздом до котрого слугувала Золота брама (остання збереглася до нашого часу як мікротопонім). У 1640-ві роки спостерігалися втечі підданих з Конелої на слободи до сусідніх володінь Калиновських, котрі там надалі й оселялися на стало. За даними подимного реєстру 1664 року згадується про тутешніх 12 оподаткованих димів та млин-вишняк. У 1720-ті роки Конела через шлюб Францішки Ушулі Вишневецької (до речі, похресниці Івана Мазепи) з Михайлом «Рибонькою» Радивилом перейшла в дім Радивилів (Радзівілів). Є певні підстави уважати, що для заселення Конелої посполитими Михайлом Радивилом у 1730-40-ві рр. було здійснено цілеспрямовані переселення з інших своїх маєтків (можна, зокрема, вести мову про с. Велику Чернявку (суч. с. Вишневе Ружинського району на Житомирщині)). До початку 20 століття Конела мала статус містечка, котра мала свій ярмарок та містечковий уряд. У ньому проживала значна жидівська громада.
Від імені містечка Конелої походить назва Конелівського (інші варіанти — Конельський, Кунилівський) січового куреня (перша згадка — 1683 року), а також пізнішої станиці Конелівської (суч. Канеловська) на Кубані. Імовірно Конелівський курінь виник під час спустіння краю в результаті переселення людності на території Запорозьких Вольностей в 1670-ті рр.
Перша церква у Конелій з'явилася імовірно в часі заснування. Втім, вже 1643 року було освячено нову церкву Петра й Павла. Очевидно саме замість неї 1748 року у Конелій було споруджено ошатну триверху та тридільну церкву св. первоверховних апостолів Петра й Павла, котра являла собою яскравий взірець східно-подільських церков. Мала дзвіницю над бабинцем. Зруйнована здогадно у 1930-ті роки, а колишнє місце церковного подвір'я досі стоїть пустищем.
Найвідомішим конелівчанином в українській історії був настоятель місцевої церкви, Животівський духовний намісник о. Симеон Маценко-Пероровський (Переровський), послідовний захисник православя. Отримавши свячення в Уніатській церкві, 1768 року перейшов на православ'я. Зокрема, 1773 року він разом з Михайлом Гурандою їздив до Санкт-Петербурга подавати скаргу імператриці на захист православних Правобережної України.
Вочевидь, невдовзі після смерті кн. Михайла «Рибоньки» Радивила у 1762 році Конельський ключ переходить до його дочки Теофілії Констанції, одруженої з Ігнатієм Моравським.
Після другого поділу Речі Посполитої 1793 р. Конела спочатку увійшла до Пятигорського повіту Брацлавської губернії. Невдовзі, на початку 1797 року, у результаті нових адміністративних перетворень містечко опинилося на найсхіднішому окрайці доволі витягнутого за формою Липовецького повіту Київської губернії. Згодом ця обставина віддаленості спричиняла певні труднощі у адмініструванні містечком.
У «Сказаннях про населені місцевості Київської губернії» Лаврентія Похилевича знаходимо такі дані про село Конелу:

Конела, местечко на границе уездов Уманского и Таращанского на левой стороне речки Конелы, на другой стороне коей расположено село Безпечна, в Уманском уезде числящееся. Жителей обоего пола: православных 822, римских католиков 76, евреев 1360; земли 2571 десятина. Недавно местечко принадлежало Пелагии Будзынской, а с 1856 года куплено бывшим управляющим Белоцерковского имения Пршесмыцким, по смерти коего досталось Сигизмунду Подгорскому, по покупке.
   Церковь Петропавловская, деревянная, 6-го класса; земли имеет с хутором 35 десятин; построена 1748 года и уже очень обветшала. В местечке есть и римско-католический костел каменный, с особым священником.
   К Конельскому приходу причислена деревня Загайполе, недавно переименованная в Юстин. Она лежит на 5-ть верст выше Конелой, по той же реке напротив местечка Соколовки, к Уманскому военному поселению причисляющагося. Со времени поступления Соколовки в военное ведомство, евреи оттуда стали переселяться в Загайполе в значительном количестве; что умножило число жителей этой прежде незначительной деревни. В настоящее время считается здесь жителей обоего пола: православных 238, римских католиков 102, евреев 407. Загайполе принадлежит в Конельскому имению.

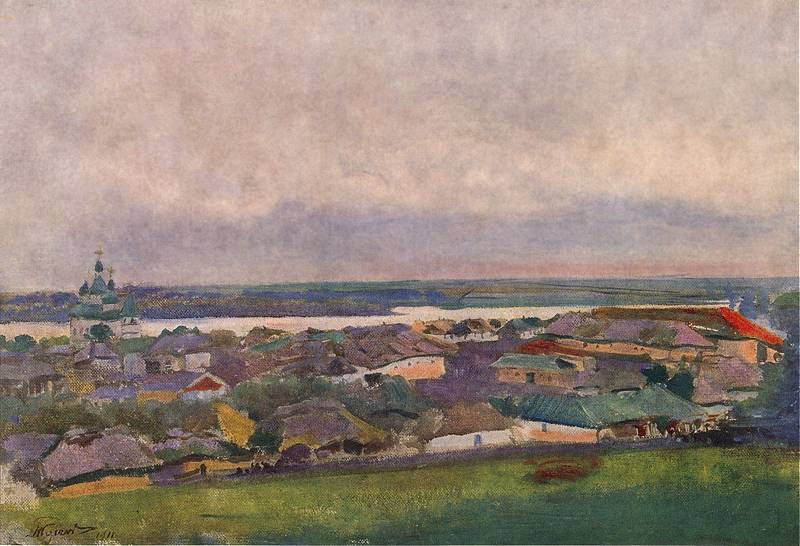
Леон Вичулковський. Український пейзаж (панорама Конели). 1911 рік

1911 року краєвид із Конелою був замальований польським малярем Леоном Вичолковським (зберігається у Кракові).
В цей самий час спостерігалася еміграція мешканців Конели — як українців, так і жидів, до Канади та США, багато з яких там залишилося на стало.
1925 року створена сільськогосподарська артіль «Нове життя».
Село постраждало внаслідок геноциду українського народу, проведеного окупаційним урядом СССР 1932—1933 та 1946–1947 роках.
300 мешканців села брали участь у боях радянсько-німецької війни, 144 з них загинули, 63 нагороджені орденами й медалями. На їх честь в селі в 1970 році споруджено обеліск Слави. В 1957 році встановлено пам'ятник воїнам, які загинули в боях під час відвоювання села.
Станом на 1972 рік у селі проживало 1 031 чоловік, тут була розміщена центральна садиба колгоспу імені Кірова, за яким було закріплено 1 845,2 га сільськогосподарських угідь, у тому числі 1 745 га орної землі. В господарстві вирощували зернові і технічні культури, було розвинуте м'ясо-молочне тваринництво. Працювали млин, олійниця, пилорама. Також на той час працювали середня школа, будинок культури на 400 місць, 2 бібліотеки з фондом 10 тисяч книг, фельдшерсько-акушерський пункт, дитячі ясла і садок, поштове відділення, три магазини.

## Сучасність
На території села є став площею водного дзеркала 390 га, що належить рибному господарству «Гірський Тікич» та є приборканим в радянські часи людиною руслом річки Конела.
У селі працюють загальноосвітня школа І-ІІІ ступенів, будинок культури на 400 місць, бібліотека, фельдшерсько-акушерський пункт, дитячий садок, поштове відділення, магазин, АТС на 80 абонентів, РТВ, філія Ощадбанку, кількість дворів — 282.
17 жовтня 2017 року у селі Конела митрополит Іоан освятив новозбудовану каплицю УПЦ КП на честь Покрови Пресвятої Богородиці.

## Галерея

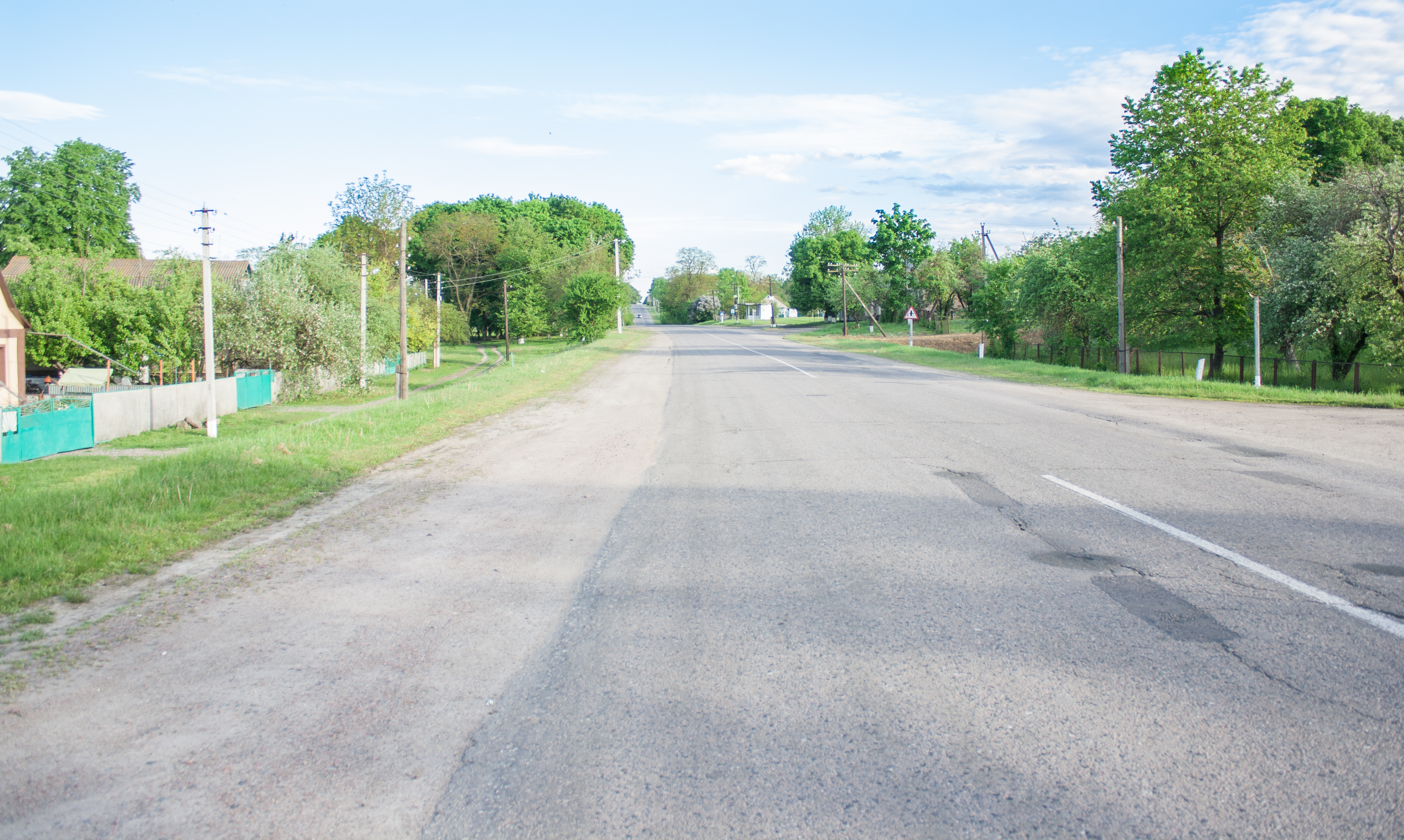
Вулиця Шевченка
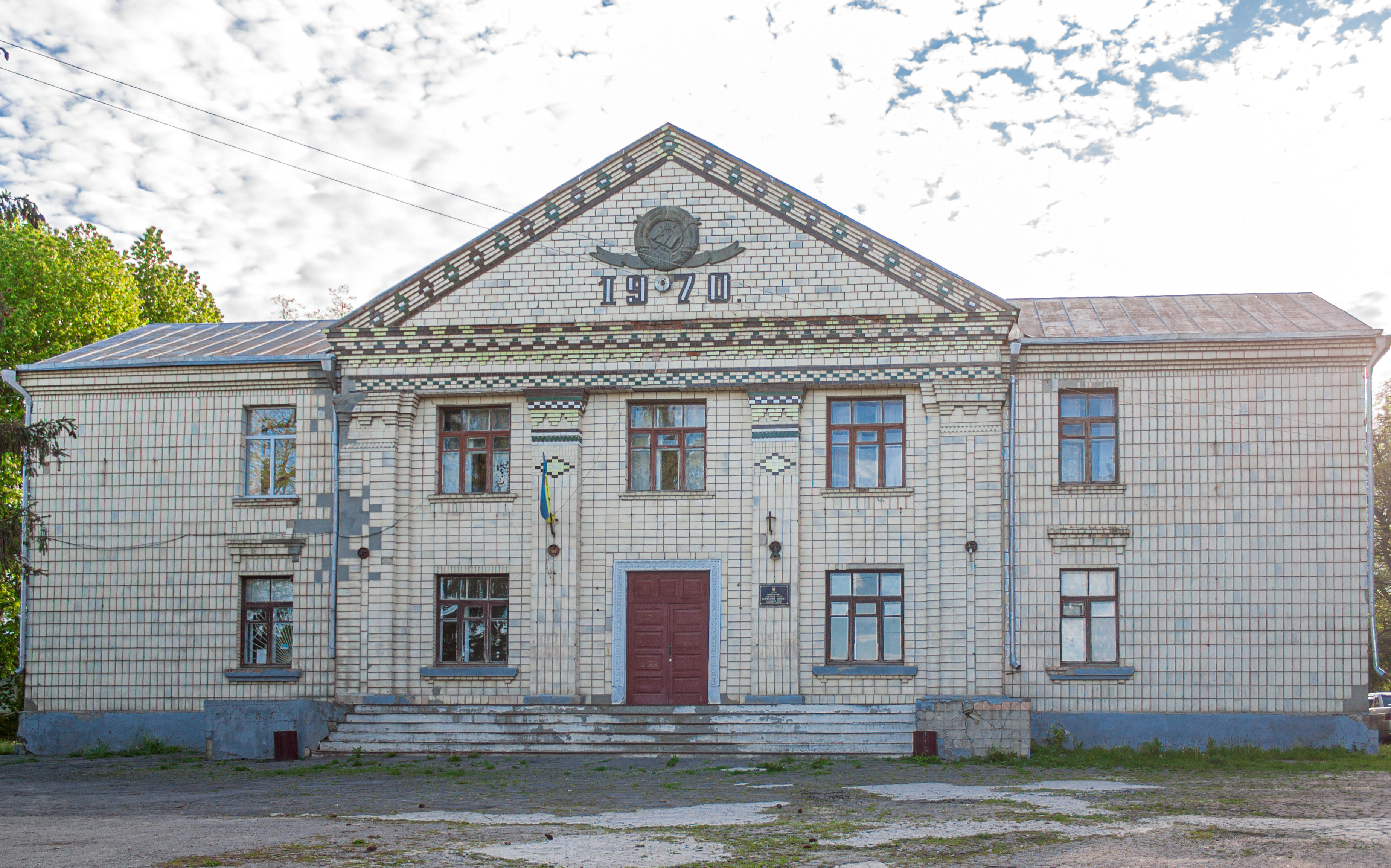
Сільська рада і будинок культури
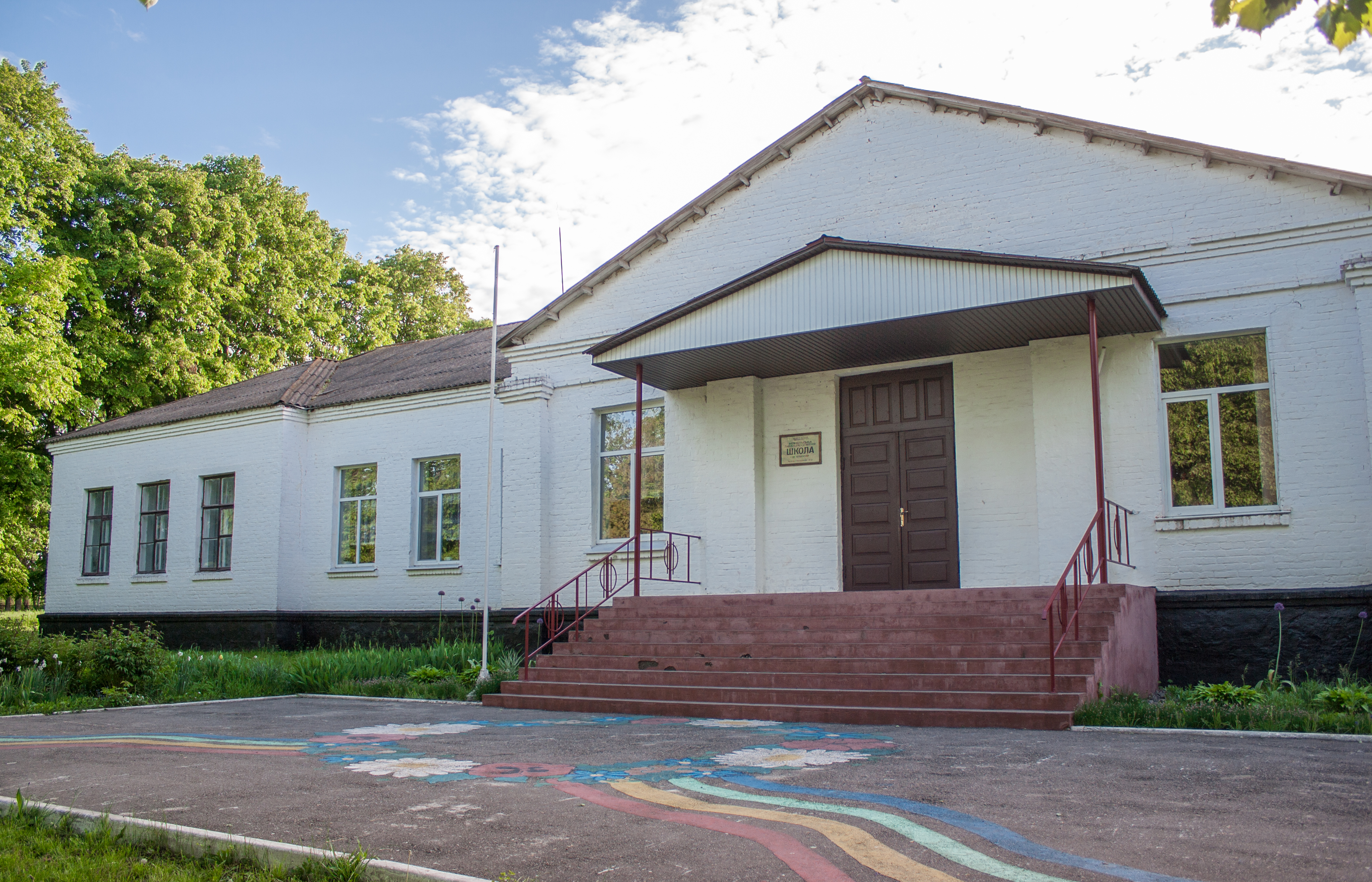
Школа
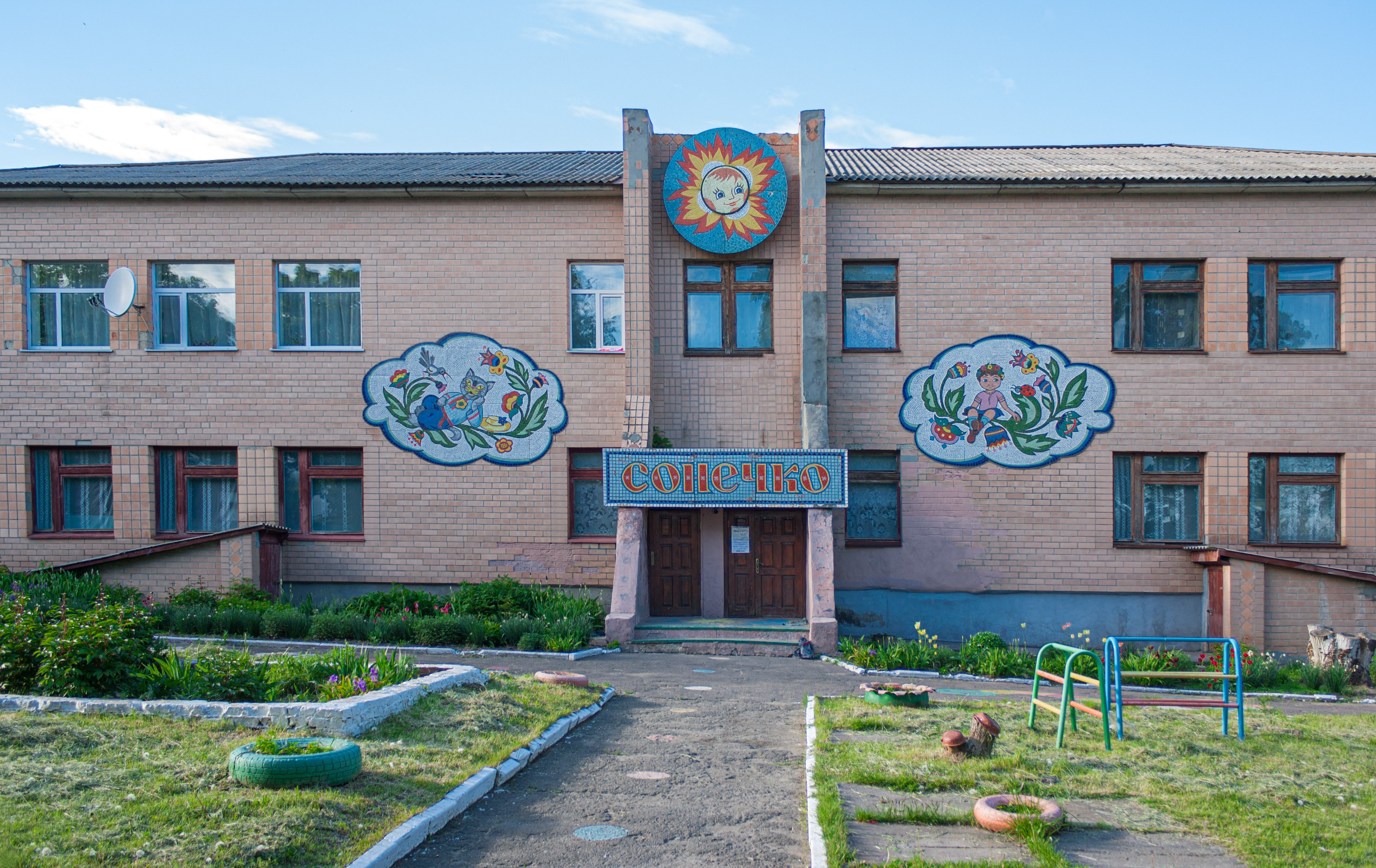
Дитсадок
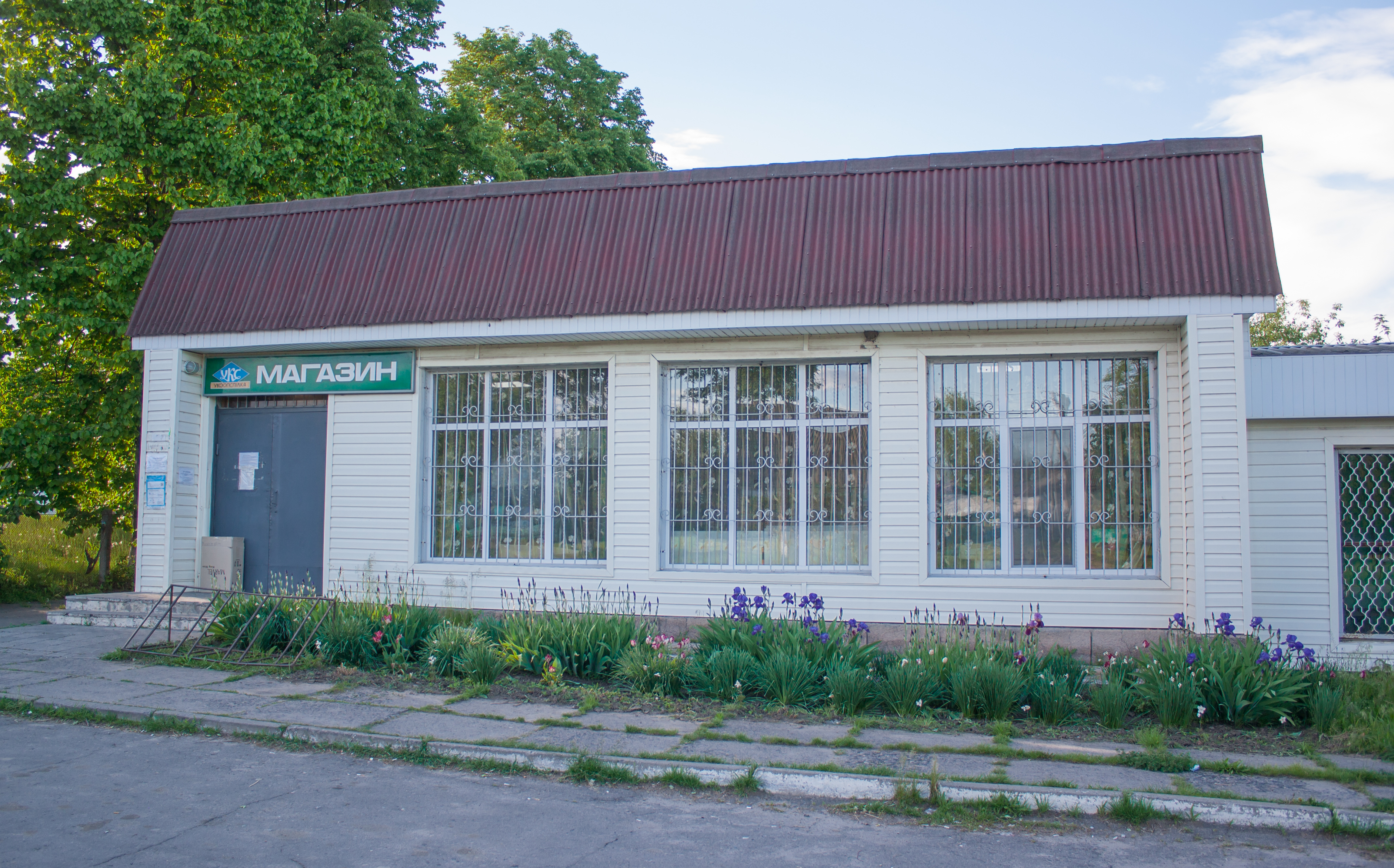
Магазин
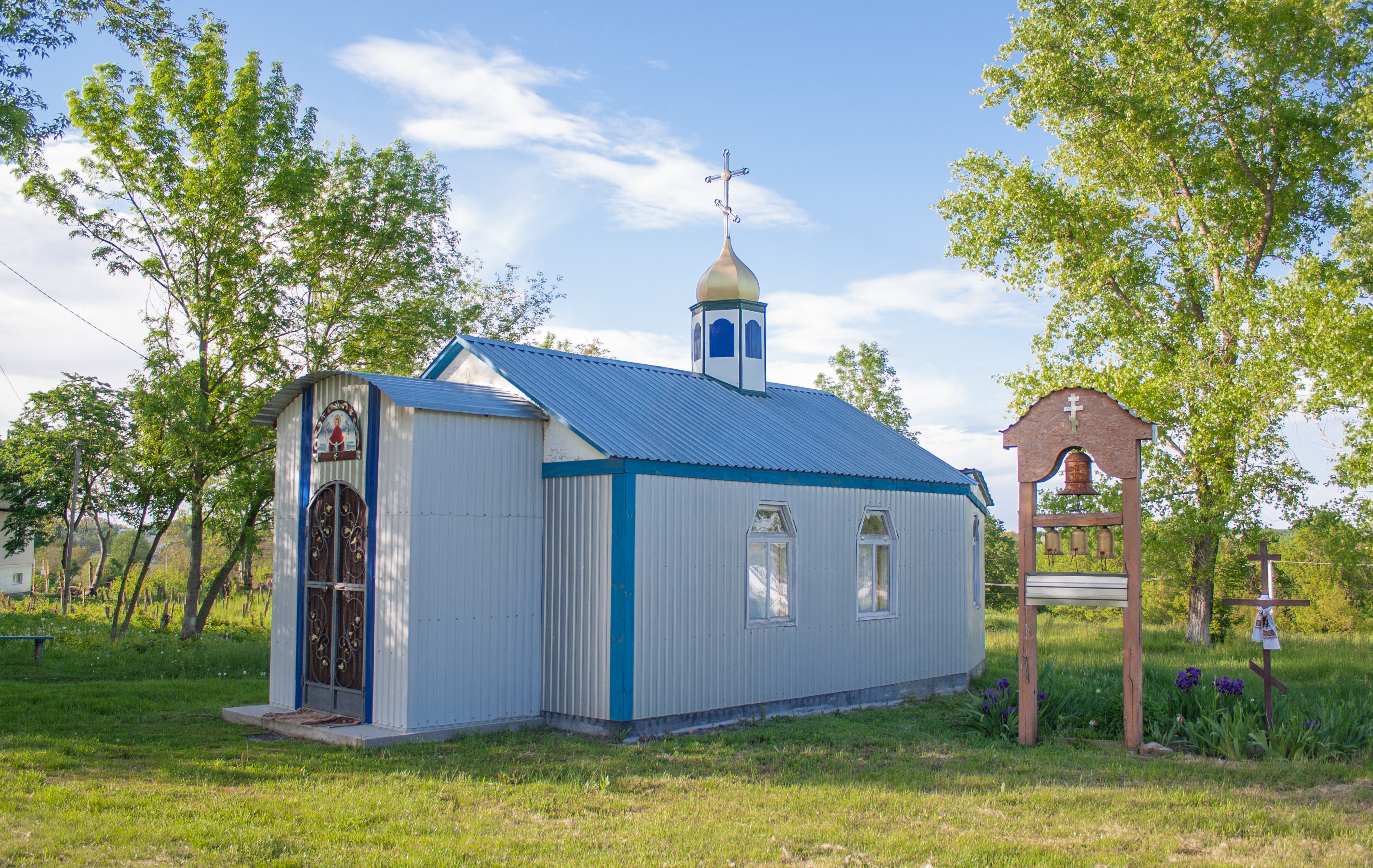
Каплиця
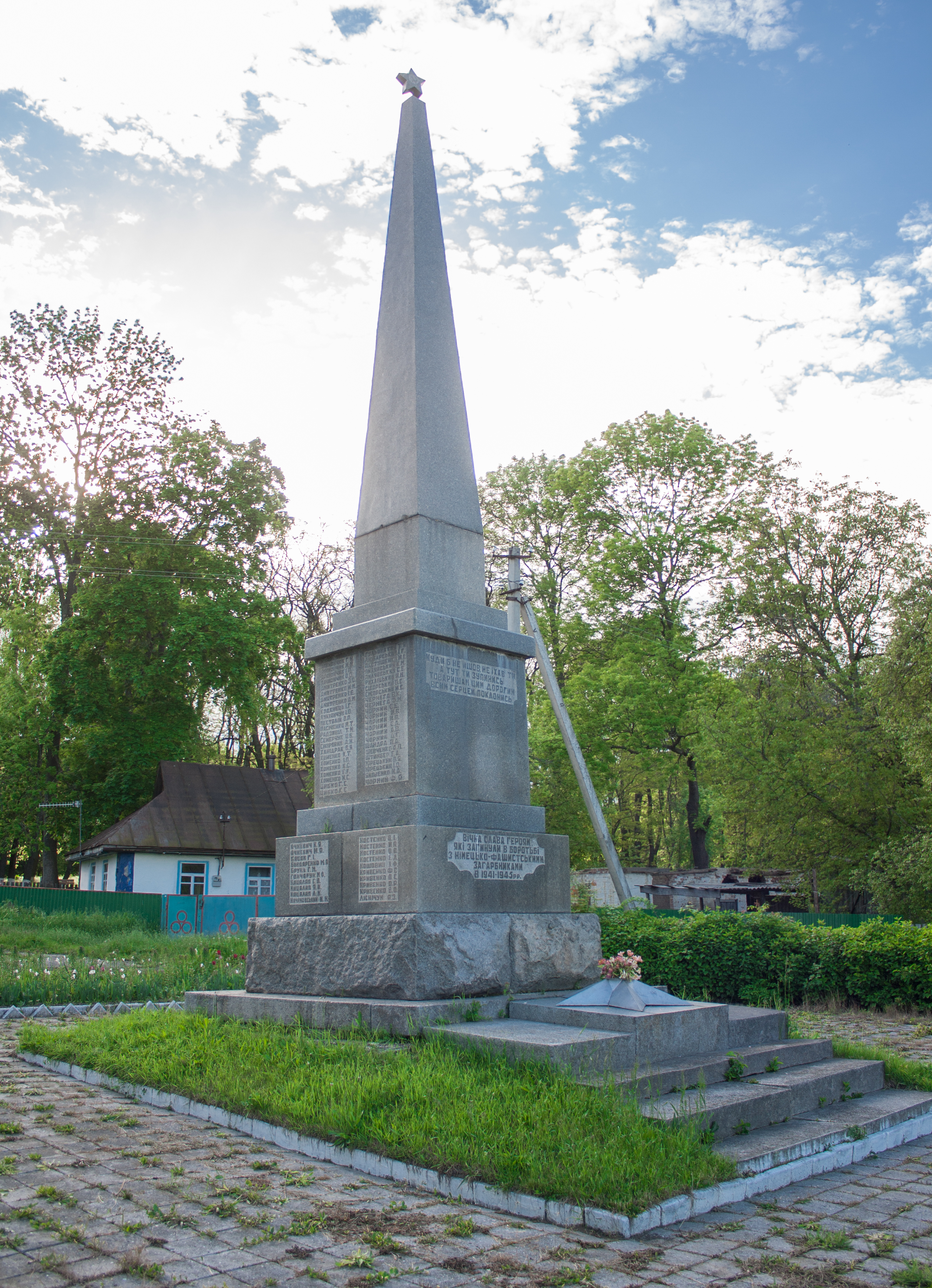
Обеліск Слави
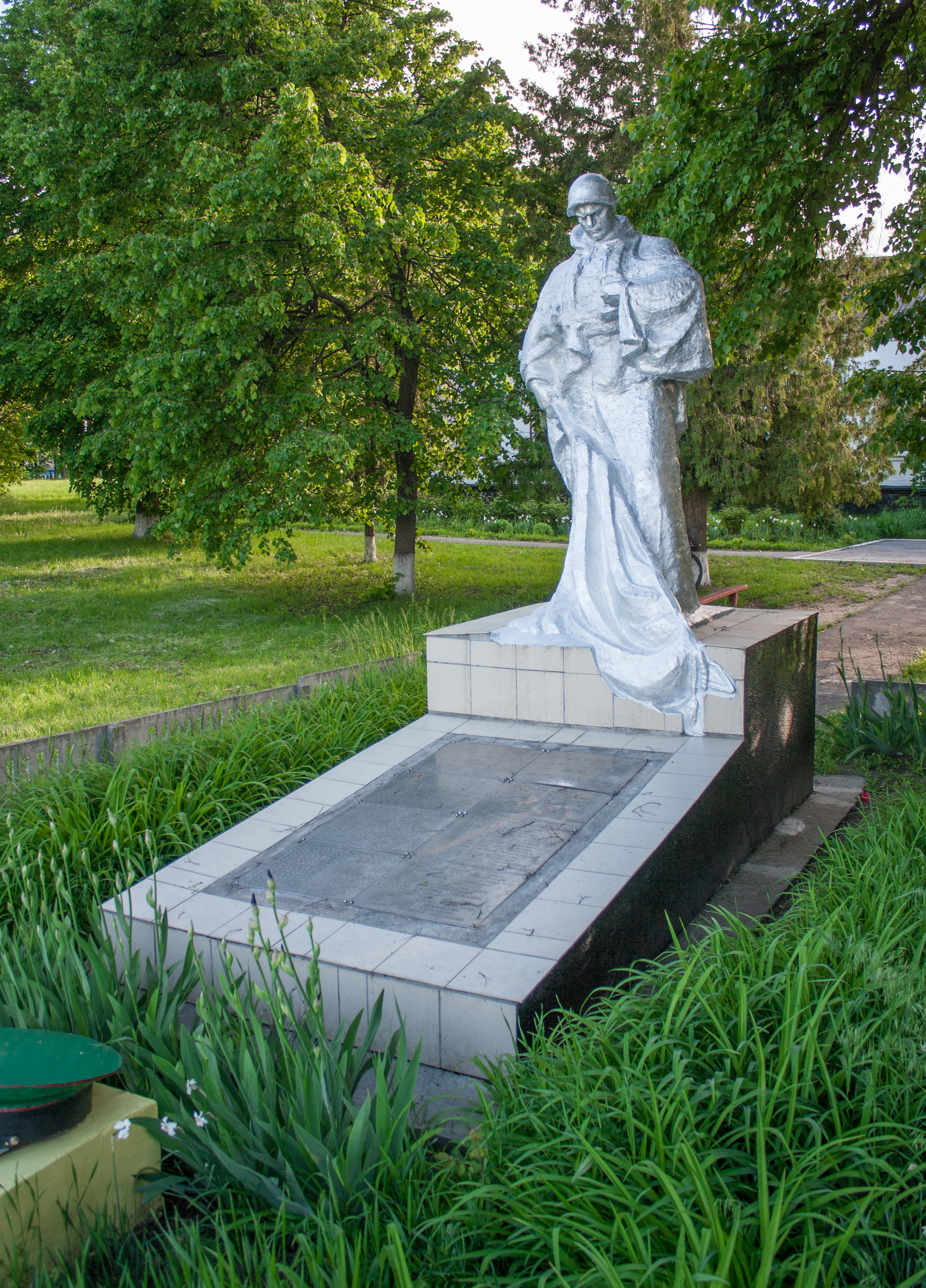
Братська могила радянських воїнів
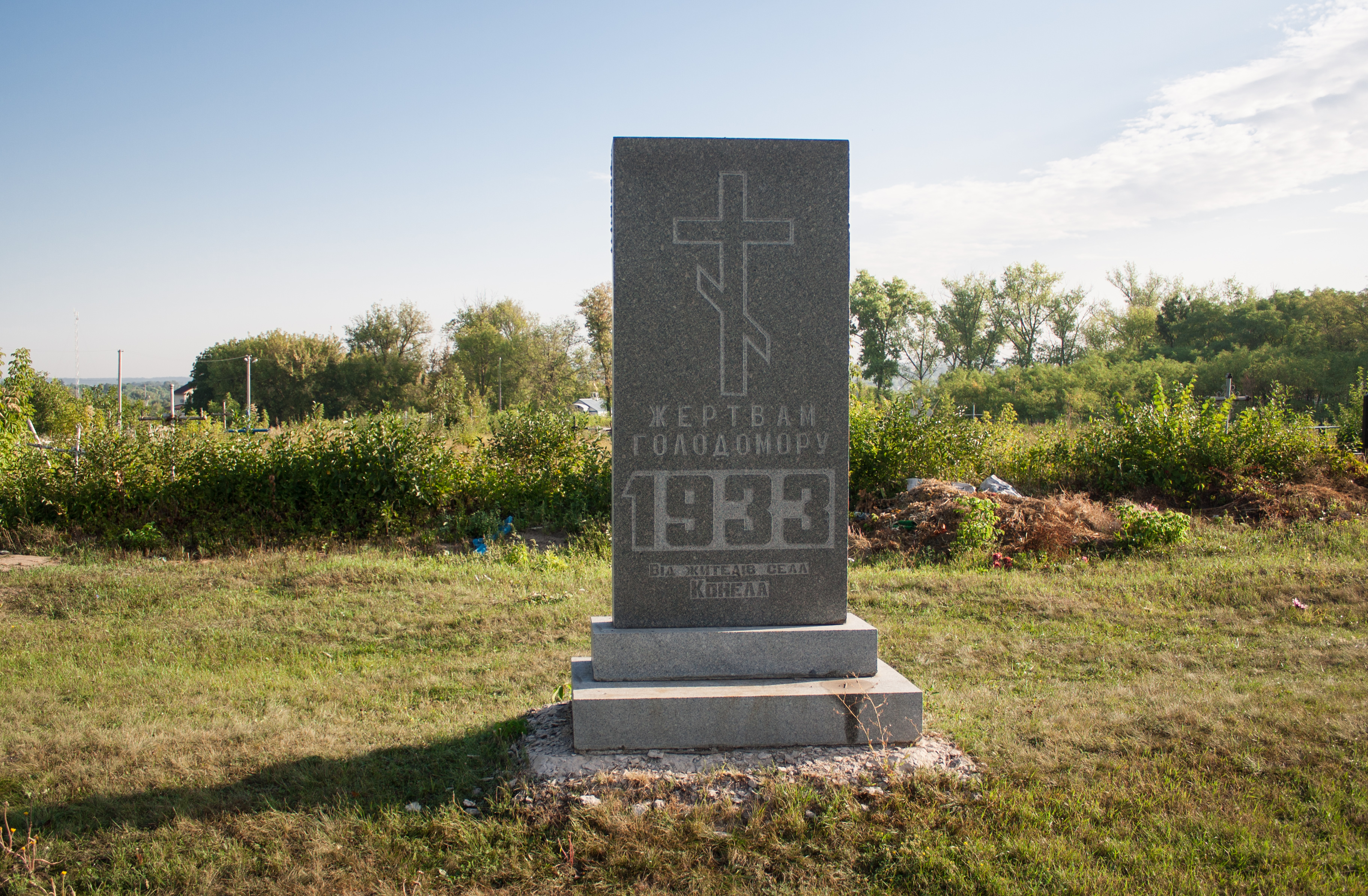
Пам'ятний знак жертвам Голодомору